# 圆头牛奶菜
圆头牛奶菜（学名：Marsdenia tsaiana）为夹竹桃科牛奶菜属的植物。分布在中国大陆的云南、四川等地，生长于海拔3,200米的地区，多生长在山谷林中，目前尚未由人工引种栽培。